# Bombarda
Bombarda (iz latinskih riječi -bombus - grmljavina, tutnjava + ardere - gorjeti) je srednjovjekovni tip vatrenog oružja iz 14. i 15. stoljeća. Bombarde su bile topnička oružja koja su izgledom i djelovanjem bile kombinacija topa i minobacača ali i pištolja, jer su postojale i male ručne inačice.
Ime bombarde prvi je put zabilježeno u Francuskoj oko 1380. Današnja riječ bombardiranje potječe od tog oružja. Prve su bombarde izumili Osmanlije.
Bombarda je bilo i ime kojim su se zvala sva vatrena oružja srednjeg vijeka; merzeri, ručni topovi, topovi i same bombarde, sve do 17. stoljeća, kad su se vatrena oružja počela tipizirati. Bombardama su se zvali i brodovi naoružani bombardama.

## Karakteristike bombarde
Bombarda kao topničko oruđe imala je cijev dužine 5-8 kalibara, dužu od merzera a kraću od topa. Cijev je bila cilindrična za razliku od merzera. Na svom početku cijev je imala eksplozivnu komoru, kao posebni dio odvojen od cijevi. Cijev bombarde bila je izrađena od niza horizontalnih komada željeza, spajanih kovanjem i ojačanih nizom željeznih prstenova s vanjske strane, kako bi se izbjeglo prsnuće i pucanje cijevi. Eksplozivna komora je bila kraća i manjeg promjera, a učvršćivana je na cijev nakon punjenja barutom.
Prvi su projektili bili od kamena, a kasnije od metala. Paljenje se vršilo kroz rupicu na komori, isprva usijanom šipkom, a kasnije zapaljenim fitiljem.
Vremenom su bombarde lijevane iz jednog komada bronce ili željeza. Nakon pojave topova u 15. stoljeću, koji su se pokazali boljim oružjem izrada bombardi se ugasila.
Venecijanski Arsenal prvi je počeo masovno proizvoditi bombarde od 1370. i njima opremati svoje galije. Mletački kondotjer Bartolomeo Colleoni, prvi je upotrijebio bombarde iz Arsenala u pješadijskim borbama, ugradivši ih na postolja s kotačima.
U Dubrovniku su bombarde izrađivane od 1378. do kraja 16. stoljeća u tri veličine, s najvećom inačicom kalibra 442 mm i projektilom teškim 113 kg.

## Poznate bombarde
Poznate bombarde iz 15. stoljeća bile su škotska Mons Meg, izrađena oko 1449. iz koje su se mogli ispaliti projektili težine 180 kg, i rušiti bedemi utvrda. Ostale slavne bombarde toga vremena bile su; Pumhart von Steyr iz Štajerske Dulle Griet iz Genta, kao i njemačke bombarde od lijevane bronce Faule Mette iz Braunschweiga, Faule Grete iz Marienburga, i Grose Bochse i ruska Car puška iz 16. stoljeća.
Slavna je bila i osmanska Bombarda iz Dardanela, koju dao izraditi Munir Ali 1464. težila je 18.6 tona i bila duga 518 cm, s njom su se mogle ispaliti kamene kugle promjera 63 cm.

## Vanjske poveznice
- Bombarda Hrvatska tehnička enciklopedija, portal hrvatske tehničke baštine. LZMK